# Hicret-Moschee
Der Name Hicret-Moschee (arabisch مسجد هجرة hidschra masdschid, türkisch Hicret Camii, dt. Auswanderungsmoschee) bezieht sich auf die Auswanderung Mohammeds von Mekka nach Medina im Jahre 622.

## Bedeutung
Schon im Jahre 615 waren Anhänger Mohammeds in einer ersten Welle aus dem heidnischen Mekka ins christliche Äthiopien emigriert. Mohammeds Flucht und Asyl in Medina 622 – die „eigentliche“ Hidschra – war somit genau genommen der zweite derartige „Auszug“.

## Hicret-Moscheen in deutschsprachigen Ländern

### Deutschland
- Hicret-Moschee Achim, Feldstraße, Achim
- Hicret-Moschee Altona, Barnerstraße, Hamburg-Altona
- Hicret-Moschee Alzey
- Hicret-Moschee Bielefeld
- Hicret-Moschee Braunschweig, Varrentrappstraße, Braunschweig (IGMG)[1][2]
- Hicret-Moschee Bremen, Kantstraße, Bremen-Neustadt[3]
- Hicret-Moschee Darmstadt, Bleichstraße, Darmstadt (HAYAT e.V.)
- Hicret-Moschee Essen, Kupferdreher Straße, Essen (IGMG)
- Hicret-Moschee Freckenhorst, Hoetmarer Straße, Warendorf/Freckenhorst[4]
- Hicret-Moschee Kempten (Allgäu), Memminger Straße, Kempten
- Hicret-Moschee, Wittislinger Straße, Lauingen[5]
- Hicret-Moschee Stuttgart, Heinrich-Baumann-Straße, Stuttgart

### Österreich
- Hicret-Moschee Wien, Wendgasse, Wien

### Schweiz
- Hicret-Moschee Basel, Güterstrasse, Basel

## Hicret-Moscheen in sonstigen Ländern
Niederlande
- Dar Al-Hijra-Moschee Rotterdam